# Friedrich von Seydlitz-Gerstenberg

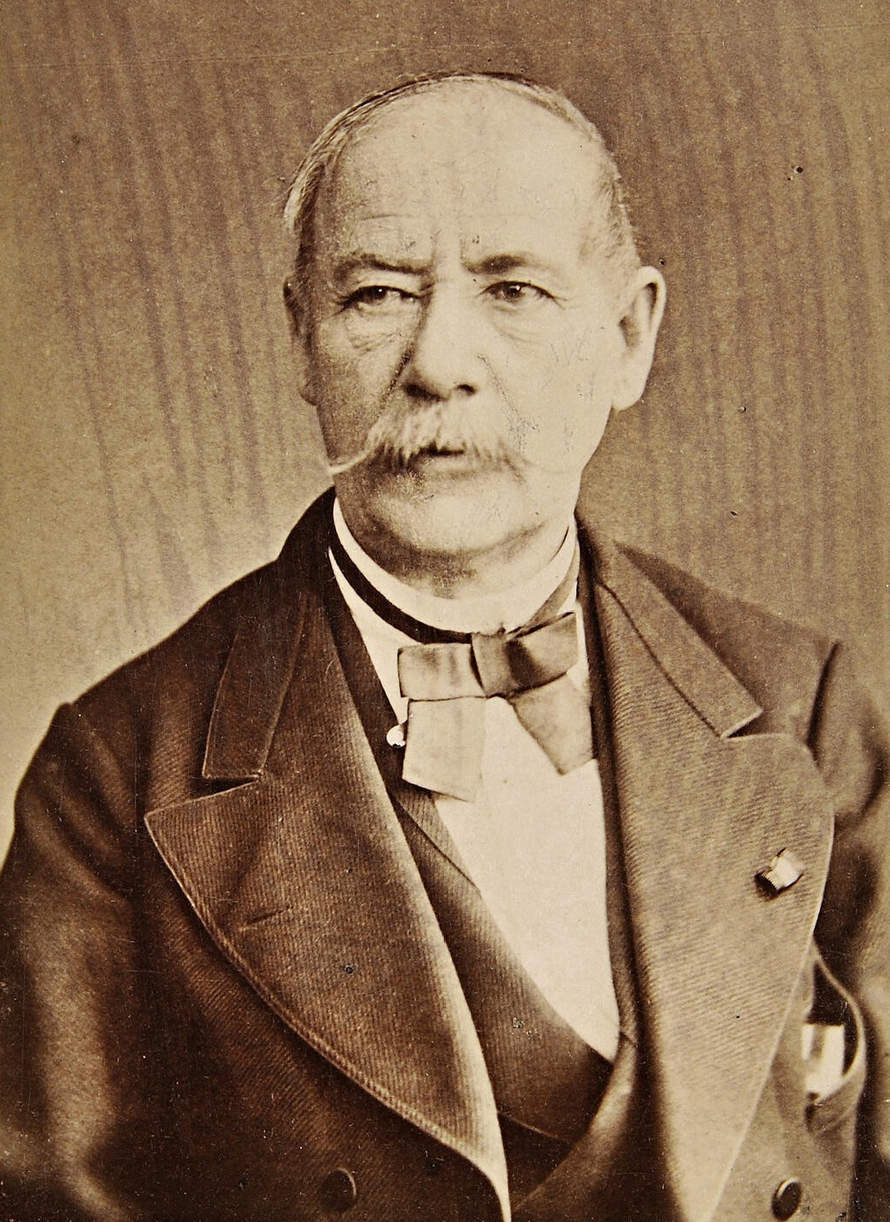
Friedrich von Seydlitz-Gerstenberg

Friedrich Fürchtegott von Seydlitz, seit 1867 von Seydlitz-Gerstenberg (* 2. Mai 1819 in Dresden; † 2. August 1884 ebenda) war ein sächsischer Generalmajor.

## Leben
Friedrich von Seydlitz entstammte dem schlesischen Uradelsgeschlecht von Seydlitz und war ein Sohn des Karl Traugott von Seydlitz (1768–1848) und dessen Ehefrau Johanna von Dieskau (1778–1858). Sein einziger Bruder Ludwig Ehregott (1817–1890) schlug ebenfalls eine militärische Karriere in der sächsischen Armee ein.
Friedrich von Seydlitz begann seine militärische Laufbahn als Portepeejunker (Ernennung am 1. Januar 1837) im Leib-Regiment der sächsischen Armee und avancierte am 2. Januar 1838 zum Leutnant in der 3. Kompanie des Regiments. Er durchlief zunächst eine typische Laufbahn in der Armee und wurde am 4. März 1847 zum Oberleutnant im Regiment ernannt, wonach er die nächsten Jahre u. a. als Adjutant verwendet wurde. Am 15. Juli 1853 stieg er zum Hauptmann auf und diente die weiteren Jahre im 8. Infanterie-Bataillon, wobei er am 22. November 1863 zum Major beim 3. Jäger-Bataillon befördert wurde. Er nahm mit seinem Verband am Krieg gegen Preußen teil, wurde noch Bataillonskommandeur des Bataillons und für seine Verdienste während des Krieges am 3. Juli 1866 mit dem Ritterkreuz des Militär-St.-Heinrichs-Ordens ausgezeichnet. Nach Kriegsende und nachfolgender Neuorganisation der sächsischen Armee wurde er unter Beförderung zum Oberstleutnant am 18. Juni 1867 im selben Jahr noch Bataillonskommandeur des 2. Jäger-Bataillons. Nach zweijähriger Führung des Bataillons wurde er unter Beförderung zum Oberst am 21. Juni 1869 als Nachfolger von Oberst Alban von Montbé Regimentskommandeur des Grenadier-Regiment „Kaiser Wilhelm, König von Preußen“ (2. Königlich Sächsisches) Nr. 101. Er führte nach Ausbruch des Krieges gegen Frankreich seinen Verband an die Front und wurde für seine Verdienste im Krieg mit dem Eisernen Kreuz I. Klasse, dem sächsischen Verdienstorden und dem preußischen Roten Adlerorden. Er war kurzzeitig Führer der 46. Infanterie-Brigade im Konflikt. Am 30. Dezember 1871 schied er als Generalmajor aus dem aktiven Heeresdienst aus.
Am 1. Februar 1867 erhielt er vom sächsischen König die Erlaubnis sich durch seine Heirat von Seydlitz-Gerstenberg zu nennen. Ein Sohn war der sächsische Generalmajor Werner von Seydlitz-Gerstenberg.